# Catena Abulfeda
Catena Abulfeda es una cadena de cráteres lunares de impacto que se extiende entre el borde sur del cráter Abulfeda y el norte del borde de Almanon, luego continúa en una longitud de 210 kilómetros a través de la Rupes Altai. Se encuentra localizada en las coordenadas 16°35′S 16°42′E.